# TESIS 에어 엔터프라이즈
TESIS 에어 엔터프라이즈(러시아어: ЗАО «Авиапредприятие «ТЕСИС», 영어: TESIS Aviation Enterprise)는 러시아의 화물 항공사로 허브 공항은 도모데도보 국제공항과 이르쿠츠크 공항이 있으며 1992년에 설립해 2008년까지 존재했던 항공사로 2008년에 발생한 경제 위기로 인해 같은 해 10월에 전 노선 운항이 중단되고 말았다.

## 사진

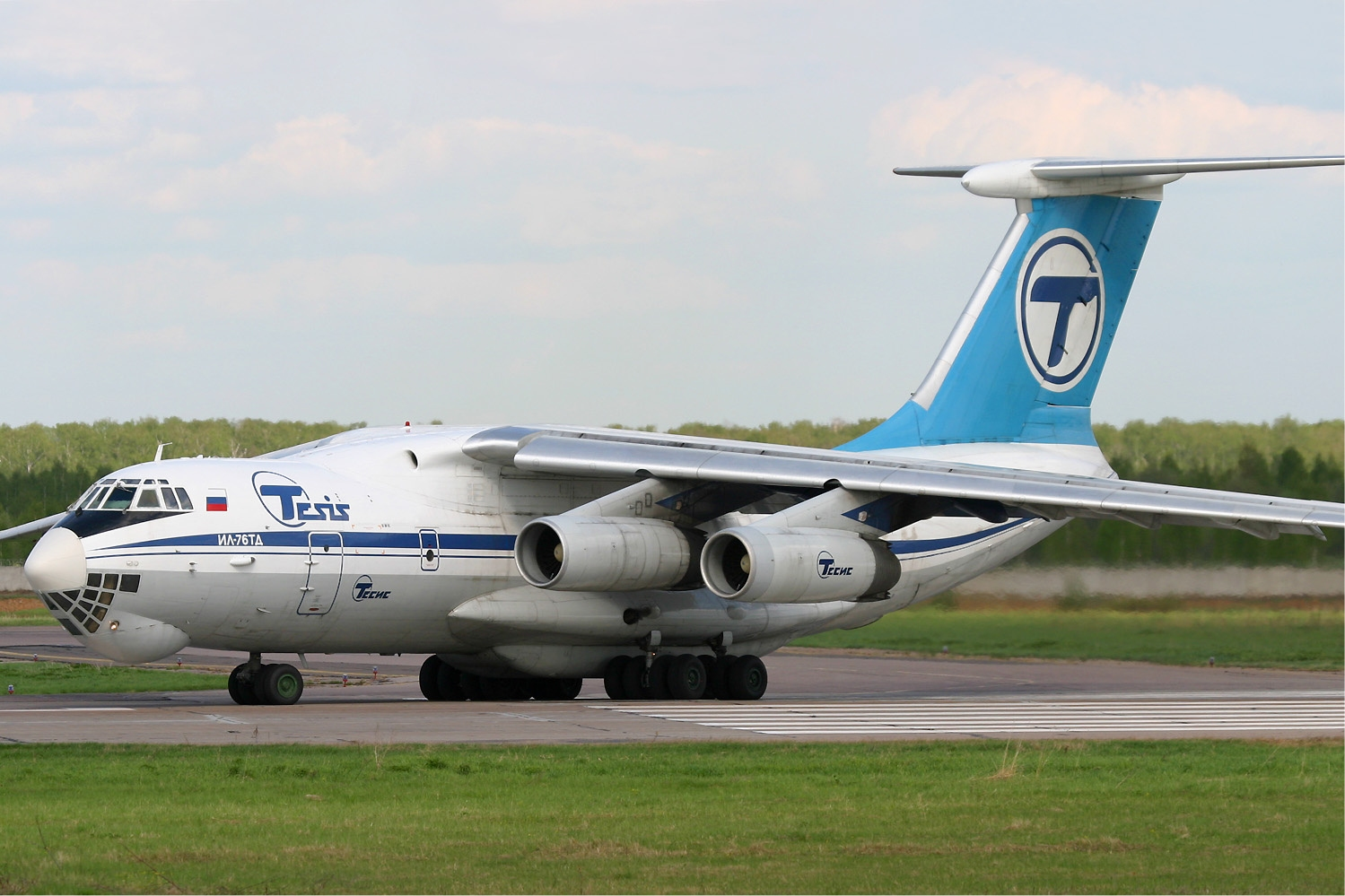
TESIS 에어 엔터프라이즈의 일류신 Il-76TD